# لس ویلسون
لس ویلسون (انگلیسی: Les Wilson؛ زادهٔ ۱۴ فوریهٔ ۱۹۵۲) بازیکن هاکی روی چمن اهل نیوزیلند بود.
وی در مسابقات کشوری و بین‌المللی در مجموع برندهٔ ۱ مدال طلا شده‌است.